# Zosima (roślina)
Zosima – rodzaj roślin z rodziny selerowatych. Obejmuje trzy lub cztery gatunki. Występują one w południowo-zachodniej Azji, z jednym gatunkiem sięgającym na wschodzie do Chin (Z. korovinii).

## Morfologia
PokrójRośliny dwuletnie i monokarpiczne byliny o zgrubiałym, czerwownożółtym korzeniu. Łodyga owłosiona, kanciasta, u nasady z resztami obumarłych liści.
LiścieOgonkowe, 2 do 4-krotnie złożone, z odcinkami równowąskimi do jajowatych.
KwiatyDrobne, zebrane w baldach złożony, z równowąskimi pokrywami i pokrywkami. Ząbki kielicha wyraźne. Płatki korony białe.
OwoceSzerokojajowate, silnie spłaszczone, owłosione rozłupki.

## Systematyka
Jeden z rodzajów plemienia Tordylieae z podrodziny Apioideae.
Wykaz gatunków
- Zosima absinthifolia Link
- Zosima gilliana Rech. f. & Riedl
- Zosima korovinii Pimenov